# Markus Fritsch

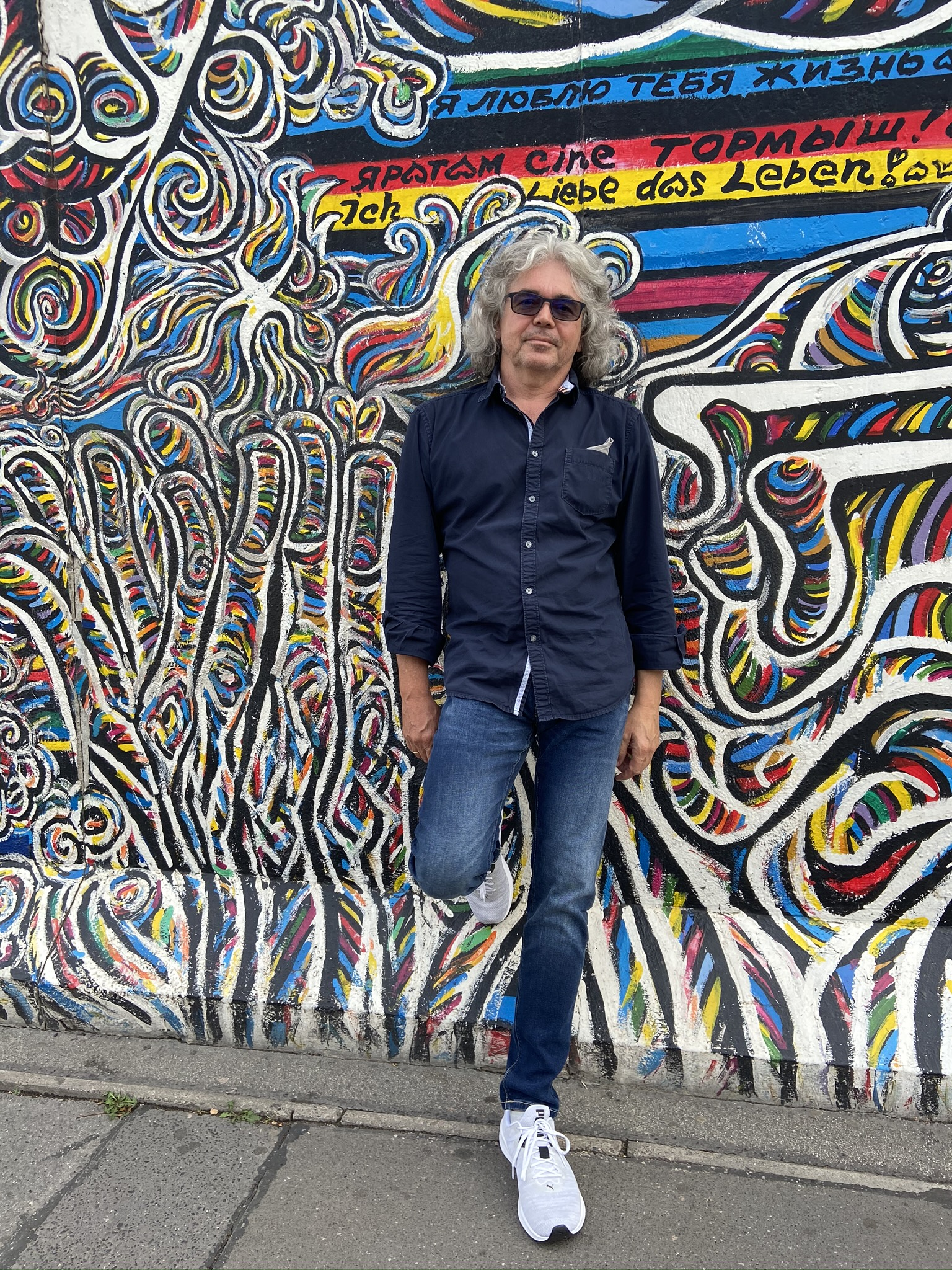
Markus Fritsch

Markus Fritsch (* 29. Juni 1963 in Dinkelsbühl) ist ein deutscher Bassist (E-Bass, Kontrabass), Arrangeur, Komponist, Autor und Dozent.

## Leben
Nach mehrjährigen Privatstudien bei Andreas Lonardoni und Klaus Wagenleiter ging er 1985 an das Berklee College of Music in Boston, USA und schloss sein dortiges Musikstudium mit Summa Cum Laude im Dezember 1987 ab. Seit 1988 lebt und arbeitet er in Deutschland als freischaffender Musiker.
Als Bassist spielte er unter anderem zusammen mit Mike Stern, Gloria Gaynor, Al Martino, Bill Ramsey, Joy Fleming, Kim Plainfield, Robby Ameen, Orchester Ambros Seelos, Hugo Strasser, Max Greger, Margot Hielscher, Anna Maria Kaufmann, Angelika Milster, Deborah Sassoon, Howard Carpendale, Roberto Blanco, Karel Gott, Christoph Pauli, Petra Lamy, Moodorama, Fink & Steinbach Tanzorchester, Zick Sisters, Steffi Denk & Flexible Friends, Herzcafé, Romy Börner Quartett und Juri Smirnov Trio.
Als Arrangeur und Komponist arbeitete er u. a. für Drafi Deutscher, Anna Maria Kaufmann, Karl Moik, April Hailer, Petra Lamy, Christoph Pauli, das Orchester Ambros Seelos, Max Greger, Hugo Strasser, Captain Cook und seine singenden Saxophone, Die Isartaler Hexen und Moodorama.
Arrangements und Kompositionen von ihm liefen und laufen u. a. in amerikanischen TV-Shows und TV-Serien wie The Oprah Winfrey Show, Friends, Melrose Place, JAG – Im Auftrag der Ehre oder 12 Monkeys.
Seit 1998 ist er Dozent für E- und Kontrabass, Arrangement, Formenlehre, Music Business, Ensemblespiel und Ensembleleitung an der Berufsfachschule für Musik Music College in Regensburg.
Als Autor schreibt er für Musikverlage und Musikfachzeitschriften.
Als Arrangeur veröffentlicht er bei der Bernd Classen Music-Edition.
Seit 2018 ist er Inhaber des Musik-Labels "Lonesome Buck Music".

## Veröffentlichungen

### CDs
- Peter Wittmann und das Ballhausorchester: Das Fräulein Niemand Liebt Den Herrn Sowieso (2023), Audiotransit, CD (Bassist)
- Markus Lonardoni: Night Reflection (2022), LP Records, CD (Bassist)
- Fred & The Roaches: New Dawn - Live And Rare (2020), Heartmoon Records, CD (Bassist)
- Michael Lex: EST. 1997 (2019), Magic Mango Music, CD (Produzent, Bassist, Arrangeur)
- Tony Marshall: Senioren sind nur zu früh geboren (2018), Flamingo, CD (Bassist)
- Steffi Denk & Flexible Friends: Flying Home For Christmas (2018), Lonesome Buck Music, CD (Bassist, Arrangeur)
- Steffi Denk & Flexible Friends: Accentuate The Positive (2018), Zip Music, CD (Bassist, Arrangeur)
- Michael Lex: Let Me Go (2018), Magic Mango Music, Single-CD (Produzent, Bassist, Arrangeur)
- Romy Börner Quartett: Es weihnachtet sehr... (2016), Balance Music, CD (Bassist, Arrangeur)
- Steffi Denk & Flexible Friends: Sei mal verliebt (2016), Zip Music, CD (Bassist, Arrangeur)
- Steffi Denk & Flexible Friends: It’s Beginning to Look a Lot Like Christmas (2014), Zip Music, CD (Bassist, Arrangeur)
- Romy Börner Quartett: Romy (2012), Zip Music, CD (Bassist, Arrangeur)
- Steffi Denk & Flexible Friends: Unterwegs in Sachen Liebe (2010), Balance Music, CD (Bassist, Arrangeur)
- Swing for Kids w/ Steffi Denk: Kommt ein kleiner Bär (2010), Zip Music, CD (Bassist)
- Orchester Ambros Seelos: Tanz Gala 2009 (2008), Koch-Universal, CD (Bassist, Arrangeur)
- Ambros Seelos: Goodbye My Love, Goodbye, 14 Evergreens ... (2007), Koch-Universal, CD (Bassist, Arrangeur, Komponist)
- 85 Jahre Hugo Strasser: Musik ist mein Leben (2007), Koch-Universal, CD (Bassist, Arrangeur)
- Orchester Ambros Seelos: Tanz Gala 2005 (2004), Koch-Universal, CD (Bassist, Arrangeur, Komponist)
- Orchester Ambros Seelos: 70 Jahre Ambros Seelos, Jubiläums-Edition (2004), Koch-Universal, CD (Bassist, Arrangeur, Komponist)
- Swing Night (2003), Max Greger, Hugo Strasser, Hazy Osterwald, Ambros Seelos, Koch-Universal, CD (Bassist, Arrangeur)
- Captain Cook und seine singenden Saxophone: Heimat Deine Sterne (Folge 4, 1997), EMI, CD (Bassist, Arrangeur, Komponist)
- Sax Plus Vol. 1 bis Vol. 7, Dux-Verlag, Manching, Bücher & CDs (Bassist)
- Clarinet Plus Vol. 1 bis Vol. 4, Dux-Verlag, Manching, Bücher & CDs (Bassist)
- Trumpet Plus Vol. 1 bis Vol. 3, Dux-Verlag, Manching, Bücher & CDs (Bassist)
- Flute Plus Vol. 1 & Vol. 2 (2002), Dux-Verlag, Manching, CD (Bassist)
- Moodorama: Listen (2003), SPV/Audiopharm, CD + LP (Bassist)
- Schinderhannes: Himmelfahrt (2001), Apostel Records, CD (Bassist)

### Bücher
- Harmonielehre & Songwriting. 8. völlig revidierte und erweiterte Auflage 2020. Mit Peter Kellert, Andreas Lonardoni und Katrin Jandl. LEU-Verlag, 1995. ISBN 3-928825-23-2
- Play Along Serie Improvisieren. Latin. Mit Peter Kellert. Mit CD. LEU-Verlag, 2007. ISBN 3-89775-099-6
- Play Along Serie Improvisieren. Jazz. Mit Peter Kellert. Mit CD. LEU-Verlag, 2007. ISBN 3-89775-098-8
- Improvisieren. Mit Peter Kellert  und Andreas Lonardoni. Mit 2 CDs. LEU-Verlag, 2006. ISBN 3-89775-019-8
- DYNACORD. Gestern – Heute – Morgen, Chronik eines Erfolgs. Mit Gabriele Christl. PPVMedien, 2003. ISBN 3-932275-33-0
- Taschenlexikon Harmonielehre. PPVMedien, 2003. ISBN 3-932275-65-9
- Taschenlexikon Arrangieren. PPVMedien, 2002. ISBN 3-932275-16-0
- Taschenlexikon Bass. PPVMedien, 2001. ISBN 3-932275-15-2
- Arrangieren & Produzieren. Mit Peter Kellert  und Andreas Lonardoni. Mit CD. LEU-Verlag, 1995. ISBN 3-928825-22-4
- The Bass – Das Handbuch für E-Bass. Hrsg. Oliver Poschmann. G&F Media GmbH, 1991. ISBN 3-926363-06-1
- Jazz Bass – Band 1. Benjamin, 1990. ISBN 3-923051-01-8

### Arrangements
- I Say A Little Prayer For You. Bigband Arrangement, Aretha Franklin Version, Bernd Classen Music-Edition, Mechernich-Eicks
- Long Train Running. Bigband Arrangement, Doobie Brothers Version, Bernd Classen Music-Edition, Mechernich-Eicks
- Besamé Mucho. Bigband Arrangement, Andrea Bocelli Version, Bernd Classen Music-Edition, Mechernich-Eicks

## Preise
- Musikpreis der Stadt Regensburg 2018 für das Ensemble "Markus Fritsch". Preisträger in der Kategorie "Music Academy".